# Liste des députés européens de la 3e législature

Les troisièmes élections du Parlement européen au suffrage universel direct ont lieu du 15 au 18 juin 1989. Les citoyens élisent les 518 députés européens de la troisième législature dans douze pays pour un mandat de cinq ans.
Sauf mention contraire, le mandat des députés débute le 25 juillet 1989 et se termine le 18 juillet 1994.

## Composition du Parlement européen
| Groupe politique                   | Groupe politique                   | Groupe politique                          | Tendance majoritaire               | Députés |
| ---------------------------------- | ---------------------------------- | ----------------------------------------- | ---------------------------------- | ------- |
|                                    | SOC                                | Socialiste puis Parti socialiste européen | Socialisme, social-démocratie      | 180     |
|                                    | PPE                                | Parti populaire européen                  | Démocratie chrétienne, libéralisme | 121     |
|                                    | LDR                                | Libéral, démocratique et réformateur      | Libéralisme, fédéralisme           | 49      |
|                                    | DE                                 | Démocrates européens                      | Conservatisme, libéralisme         | 34      |
|                                    | V                                  | Les Verts                                 | Écologisme                         | 18      |
|                                    | GUE                                | Gauche unitaire européenne                | Eurocommunisme                     | 28      |
|                                    | RDE                                | Rassemblement des démocrates européens    | Conservatisme, nationalisme        | 20      |
|                                    | GDE                                | Droites européennes                       | Nationalisme, euroscepticisme      | 17      |
|                                    | CG                                 | Coalition des gauches                     | Communiste                         | 14      |
|                                    | ARC                                | Arc-en-ciel                               | Régionalisme                       | 13      |
|                                    |                                    |                                           |                                    |         |
| Total de députés membre de groupes | Total de députés membre de groupes | Total de députés membre de groupes        | Total de députés membre de groupes | 506     |
|                                    | Députés non-inscrits               | Députés non-inscrits                      | Députés non-inscrits               | 12      |
|                                    |                                    |                                           |                                    |         |
| Total des sièges pourvus           | Total des sièges pourvus           | Total des sièges pourvus                  | Total des sièges pourvus           | 518     |

## Parti socialiste européen
| Nom                                                          | Parti                                   | Pays        |
| ------------------------------------------------------------ | --------------------------------------- | ----------- |
| Gordon Adam                                                  | Parti travailliste                      | Royaume-Uni |
| Jean-Marie Alexandre                                         | Parti socialiste                        | France      |
| Claude Allègre jusqu'au 25 novembre 1989                     | Parti socialiste                        | France      |
| José Álvarez de Paz                                          | Parti socialiste ouvrier espagnol       | Espagne     |
| Hedy d'Ancona jusqu'au 7 novembre 1989                       | Parti travailliste                      | Pays-Bas    |
| José Apolinário à partir du 25 janvier 1993                  | Parti socialiste                        | Portugal    |
| Víctor Manuel Arbeloa Muru                                   | Parti socialiste ouvrier espagnol       | Espagne     |
| Paraskevás Avgerinós                                         | Mouvement socialiste panhellénique      | Grèce       |
| Gianni Baget Bozzo                                           | Parti socialiste italien                | Italie      |
| Richard Balfe                                                | Parti travailliste                      | Royaume-Uni |
| Enrique Barón                                                | Parti socialiste ouvrier espagnol       | Espagne     |
| Roger Barton                                                 | Parti travailliste                      | Royaume-Uni |
| Maria Belo                                                   | Parti socialiste                        | Portugal    |
| Jean-Paul Benoit                                             | Parti socialiste                        | France      |
| Enzo Bettiza                                                 | Parti libéral italien                   | Italie      |
| John Bird                                                    | Parti travailliste                      | Royaume-Uni |
| Freddy Blak                                                  | Sociaux-démocrates                      | Danemark    |
| Pedro Bofill Abeilhe                                         | Parti socialiste ouvrier espagnol       | Espagne     |
| Alain Bombard                                                | Parti socialiste                        | France      |
| David Robert Bowe                                            | Parti travailliste                      | Royaume-Uni |
| Mathilde van den Brink                                       | Parti travailliste                      | Pays-Bas    |
| Carlos María Bru Purón                                       | Parti socialiste ouvrier espagnol       | Espagne     |
| Janey Buchan                                                 | Parti travailliste                      | Royaume-Uni |
| Martine Buron                                                | Parti socialiste                        | France      |
| Jesús Cabezón Alonso                                         | Parti socialiste ouvrier espagnol       | Espagne     |
| Juan José de la Cámara Martínez                              | Parti socialiste ouvrier espagnol       | Espagne     |
| Pedro Manuel Canavarro                                       | Parti socialiste                        | Portugal    |
| Eusebio Cano Pinto                                           | Parti socialiste ouvrier espagnol       | Espagne     |
| Antonio Cariglia                                             | Parti social-démocrate italien          | Italie      |
| Pierre Carniti                                               | Parti socialiste italien                | Italie      |
| Gérard Caudron                                               | Parti socialiste                        | France      |
| Claude Cheysson                                              | Parti socialiste                        | France      |
| Ejner Hovgård Christiansen                                   | Sociaux-démocrates                      | Danemark    |
| Gaetano Cingari à partir du 15 juin 1992 jusqu'au 9 mai 1994 | Démocrates de gauche                    | Italie      |
| Kenneth Coates                                               | Parti travailliste                      | Royaume-Uni |
| António Antero Coimbra Martins                               | Parti socialiste                        | Portugal    |
| Juan Luis Colino Salamanca                                   | Parti socialiste ouvrier espagnol       | Espagne     |
| Kenneth Collins                                              | Parti travailliste                      | Royaume-Uni |
| Joan Colom i Naval                                           | Parti des socialistes de Catalogne      | Espagne     |
| Jean-Pierre Cot                                              | Parti socialiste                        | France      |
| Peter Ducan Crampton                                         | Parti travailliste                      | Royaume-Uni |
| João Cravinho                                                | Parti socialiste                        | Portugal    |
| Christine Crawley                                            | Parti travailliste                      | Royaume-Uni |
| Bettino Craxi                                                | Parti socialiste italien                | Italie      |
| Artur da Cunha Oliveira                                      | Parti socialiste                        | Portugal    |
| Piet Dankert jusqu'au 7 novembre 1989                        | Parti travailliste                      | Pays-Bas    |
| Wayne David                                                  | Parti travailliste                      | Royaume-Uni |
| Claude Delcroix à partir du 17 décembre 1991                 | Parti socialiste                        | Belgique    |
| Marie-José Denys                                             | Parti socialiste                        | France      |
| Claude Desama                                                | Parti socialiste                        | Belgique    |
| Andrea Carmine De Simone à partir du 19 mai 1994             | Parti démocrate de la gauche            | Italie      |
| Barry Desmond jusqu'au 10 février 1994                       | Parti travailliste                      | Irlande     |
| Mario Didò à partir du 13 mai 1992                           | Parti socialiste italien                | Italie      |
| Carmen Díez de Rivera                                        | Parti socialiste ouvrier espagnol       | Espagne     |
| Elio Di Rupo jusqu'au 16 décembre 1991                       | Parti socialiste                        | Belgique    |
| Alan Donnelly                                                | Parti travailliste                      | Royaume-Uni |
| José Manuel Duarte Cendán à partir du 10 septembre 1990      | Parti socialiste ouvrier espagnol       | Espagne     |
| Bárbara Dührkop                                              | Parti socialiste ouvrier espagnol       | Espagne     |
| Raymonde Dury                                                | Parti socialiste                        | Belgique    |
| Michael Elliott                                              | Parti travailliste                      | Royaume-Uni |
| Laurent Fabius jusqu'au 2 avril 1992                         | Parti socialiste                        | France      |
| Alexander Falconer                                           | Parti travailliste                      | Royaume-Uni |
| Ben Fayot                                                    | Parti ouvrier socialiste luxembourgeois | Luxembourg  |
| Giuliano Ferrara jusqu'au 11 mai 1994                        | Parti socialiste italien                | Italie      |
| Enrico Ferri (it)                                            | Parti social-démocrate italien          | Italie      |
| Glyn Ford                                                    | Parti travailliste                      | Royaume-Uni |
| Bernard Frimat à partir du 3 avril 1992                      | Parti socialiste                        | France      |
| Gérard Fuchs                                                 | Parti socialiste                        | France      |
| Marc Galle                                                   | Parti socialiste                        | Belgique    |
| Max Gallo                                                    | Parti socialiste                        | France      |
| Ludivina García                                              | Parti socialiste ouvrier espagnol       | Espagne     |
| Ernest Glinne                                                | Parti socialiste                        | Belgique    |
| Annemarie Goedmakers                                         | Parti travailliste                      | Pays-Bas    |
| Willi Görlach                                                | Parti social-démocrate d'Allemagne      | Allemagne   |
| Fernando Manuel dos Santos Gomes jusqu'au 24 janvier 1993    | Parti socialiste                        | Portugal    |
| Pauline Green                                                | Parti travailliste                      | Royaume-Uni |
| Lissy Gröner                                                 | Parti social-démocrate d'Allemagne      | Allemagne   |
| Klaus Hänsch                                                 | Parti social-démocrate d'Allemagne      | Allemagne   |
| José Happart                                                 | Parti socialiste                        | Belgique    |
| Lyndon Harrison                                              | Parti travailliste                      | Royaume-Uni |
| Michel Hervé à partir du 26 novembre 1989                    | Parti socialiste                        | France      |
| Michael Hindley                                              | Parti travailliste                      | Royaume-Uni |
| Magdalene Hoff                                               | Parti social-démocrate d'Allemagne      | Allemagne   |
| Geoffrey Hoon                                                | Parti travailliste                      | Royaume-Uni |
| Jean-François Hory                                           | Mouvement des radicaux de gauche        | France      |
| Stephen Hugues                                               | Parti travailliste                      | Royaume-Uni |
| John Hume                                                    | Parti social-démocrate et travailliste  | Royaume-Uni |
| Franco Iacono                                                | Parti socialiste italien                | Italie      |
| María Izquierdo Rojo                                         | Parti socialiste ouvrier espagnol       | Espagne     |
| Kirsten Jensen                                               | Sociaux-démocrates                      | Danemark    |
| Karin Junker                                                 | Parti social-démocrate d'Allemagne      | Allemagne   |
| Emmanouil Karellis à partir du 21 octobre 1993               | Mouvement socialiste panhellénique      | Grèce       |
| Heinz Fritz Köhler                                           | Parti social-démocrate d'Allemagne      | Allemagne   |
| Sotiris Kostopoulos                                          | Mouvement socialiste panhellénique      | Grèce       |
| Robert Ernest Krieps jusqu'au 1er août 1990                  | Parti ouvrier socialiste luxembourgeois | Luxembourg  |
| Annemarie Kuhn à partir du 22 décembre 1990                  | Parti social-démocrate d'Allemagne      | Allemagne   |
| Lelio Lagorio                                                | Parti socialiste italien                | Italie      |
| Antonio La Pergola                                           | Parti socialiste italien                | Italie      |
| Nereo Laroni                                                 | Parti libéral italien                   | Italie      |
| Rolf Linkohr                                                 | Parti social-démocrate d'Allemagne      | Allemagne   |
| Dionysios Livanos jusqu'au 22 novembre 1993                  | Mouvement socialiste panhellénique      | Grèce       |
| Alfred Lomas                                                 | Parti travailliste                      | Royaume-Uni |
| Günter Lüttge                                                | Parti social-démocrate d'Allemagne      | Allemagne   |
| Henry Bell McCubbin                                          | Parti travailliste                      | Royaume-Uni |
| Michael McGowan                                              | Parti travailliste                      | Royaume-Uni |
| Hugh McMahon                                                 | Parti travailliste                      | Royaume-Uni |
| Maria Magnani Noya                                           | Parti socialiste italien                | Italie      |
| Gepa Maibaum                                                 | Parti social-démocrate d'Allemagne      | Allemagne   |
| Bernie Malone à partir du 18 février 1994                    | Parti travailliste                      | Irlande     |
| Luís Marinho                                                 | Parti socialiste                        | Portugal    |
| David Martin                                                 | Parti travailliste                      | Royaume-Uni |
| Vincenzo Mattina                                             | Parti socialiste italien                | Italie      |
| Nora Mebrak-Zaïdi                                            | Parti socialiste                        | France      |
| Manuel Medina Ortega                                         | Parti socialiste ouvrier espagnol       | Espagne     |
| Thomas Megahy                                                | Parti travailliste                      | Royaume-Uni |
| Alman Metten                                                 | Parti travailliste                      | Pays-Bas    |
| Karl-Heinrich Mihr                                           | Parti social-démocrate d'Allemagne      | Allemagne   |
| Ana Miranda de Lage                                          | Parti socialiste ouvrier espagnol       | Espagne     |
| Fernando Morán                                               | Parti socialiste ouvrier espagnol       | Espagne     |
| David Morris                                                 | Parti travailliste                      | Royaume-Uni |
| Hemmo Muntingh                                               | Parti travailliste                      | Pays-Bas    |
| Arthur Stanley Newens                                        | Parti travailliste                      | Royaume-Uni |
| Edward Newman                                                | Parti travailliste                      | Royaume-Uni |
| Christine Oddy                                               | Parti travailliste                      | Royaume-Uni |
| Francisco Oliva Garcia jusqu'au 28 juillet 1990              | Parti socialiste ouvrier espagnol       | Espagne     |
| Leyla Onur                                                   | Parti social-démocrate d'Allemagne      | Allemagne   |
| Dimitrios Pagoropoulos                                       | Mouvement socialiste panhellénique      | Grèce       |
| Gabriele Panizzi à partir du 19 mai 1994                     | Parti socialiste italien                | Italie      |
| Chrístos Papoutsís                                           | Mouvement socialiste panhellénique      | Grèce       |
| Nicole Péry                                                  | Parti socialiste                        | France      |
| Helwin Peter                                                 | Parti social-démocrate d'Allemagne      | Allemagne   |
| Johannes Wilhelm Peters                                      | Parti social-démocrate d'Allemagne      | Allemagne   |
| Willi Piecyk à partir du 11 mai 1992                         |                                         | Allemagne   |
| Luis Planas jusqu'au 28 décembre 1993                        | Parti socialiste ouvrier espagnol       | Espagne     |
| Anita Pollack                                                | Parti travailliste                      | Royaume-Uni |
| Josep Pons Grau                                              | Parti socialiste ouvrier espagnol       | Espagne     |
| Maartje van Putten                                           | Parti travailliste                      | Pays-Bas    |
| Georgios Raftoopulos à partir du 25 novembre 1993            | Mouvement socialiste panhellénique      | Grèce       |
| Juan de Dios Ramírez-Heredia                                 | Parti socialiste ouvrier espagnol       | Espagne     |
| Christa Randzio-Plath                                        | Parti social-démocrate d'Allemagne      | Allemagne   |
| Imelda Mary Read                                             | Parti travailliste                      | Royaume-Uni |
| Joanna Rønn                                                  | Sociaux-démocrates                      | Danemark    |
| Dieter Rogalla                                               | Parti social-démocrate d'Allemagne      | Allemagne   |
| Geórgios Roméos jusqu'au 13 octobre 1993                     | Mouvement socialiste panhellénique      | Grèce       |
| Frédéric Rosmini                                             | Parti socialiste                        | France      |
| Dagmar Roth-Behrendt                                         | Parti social-démocrate d'Allemagne      | Allemagne   |
| Mechtild Rothe                                               | Parti social-démocrate d'Allemagne      | Allemagne   |
| Willi Rothley                                                | Parti social-démocrate d'Allemagne      | Allemagne   |
| Panayotis Roumeliotis                                        | Mouvement socialiste panhellénique      | Grèce       |
| Xavier Rubert de Ventós                                      | Parti des socialistes de Catalogne      | Espagne     |
| Henri Saby                                                   | Parti socialiste                        | France      |
| André Sainjon                                                | sans étiquette                          | France      |
| Jannis Sakellariou                                           | Parti social-démocrate d'Allemagne      | Allemagne   |
| Heinke Salisch                                               | Parti social-démocrate d'Allemagne      | Allemagne   |
| Detlev Samland                                               | Parti social-démocrate d'Allemagne      | Allemagne   |
| Francisco Javier Sanz Fernández                              | Parti socialiste ouvrier espagnol       | Espagne     |
| Enrique Sapena Granell                                       | Parti socialiste ouvrier espagnol       | Espagne     |
| Dieter Schinzel                                              | Parti social-démocrate d'Allemagne      | Allemagne   |
| Marcel Schlechter à partir du 9 octobre 1990                 | Parti ouvrier socialiste luxembourgeois | Luxembourg  |
| Gerhard Schmid                                               | Parti social-démocrate d'Allemagne      | Allemagne   |
| Barbara Schmidbauer                                          | Parti social-démocrate d'Allemagne      | Allemagne   |
| Léon Schwartzenberg                                          | Parti socialiste                        | France      |
| Barry Seal                                                   | Parti travailliste                      | Royaume-Uni |
| Mateo Sierra Bardají                                         | Parti socialiste ouvrier espagnol       | Espagne     |
| Barbara Simons                                               | Parti social-démocrate d'Allemagne      | Allemagne   |
| Brian Simpson                                                | Parti travailliste                      | Royaume-Uni |
| Alex Smith                                                   | Parti travailliste                      | Royaume-Uni |
| Llewellyn Smith                                              | Parti travailliste                      | Royaume-Uni |
| Ioannis Stamoulis                                            | Mouvement socialiste panhellénique      | Grèce       |
| George Stevenson                                             | Parti travailliste                      | Royaume-Uni |
| Kenneth Stewart                                              | Parti travailliste                      | Royaume-Uni |
| Anna Terrón i Cusí à partir du 18 janvier 1994               | Parti socialiste ouvrier espagnol       | Espagne     |
| Bernard Thareau                                              | Parti socialiste                        | France      |
| Gary Titley                                                  | Parti travailliste                      | Royaume-Uni |
| John Tomlinson                                               | Parti travailliste                      | Royaume-Uni |
| Carole Tongue                                                | Parti travailliste                      | Royaume-Uni |
| Günter Topmann                                               | Parti social-démocrate d'Allemagne      | Allemagne   |
| José Manuel Torres Couto                                     | Parti socialiste                        | Portugal    |
| Catherine Trautmann                                          | Parti socialiste                        | France      |
| Konstantinos Tsimas                                          | Mouvement socialiste panhellénique      | Grèce       |
| Marijke van Hemeldonck                                       | Parti socialiste                        | Belgique    |
| Lode Van Outrive                                             | Parti socialiste                        | Belgique    |
| Marie-Claude Vayssade                                        | Parti socialiste                        | France      |
| José Vázquez Fouz                                            | Parti socialiste ouvrier espagnol       | Espagne     |
| Wim van Velzen                                               | Parti travailliste                      | Pays-Bas    |
| Josep Verde i Aldea                                          | Parti socialiste ouvrier espagnol       | Espagne     |
| Luigi Vertemati                                              | Parti socialiste italien                | Italie      |
| Ben Visser                                                   | Parti travailliste                      | Pays-Bas    |
| Kurt Vittinghoff                                             | Parti social-démocrate d'Allemagne      | Allemagne   |
| Thomas von der Vring                                         | Parti social-démocrate d'Allemagne      | Allemagne   |
| Gerd Walter jusqu'au 7 mai 1992                              | Parti social-démocrate d'Allemagne      | Allemagne   |
| Beate Weber jusqu'au 14 décembre 1990                        | Parti social-démocrate d'Allemagne      | Allemagne   |
| Norman West                                                  | Parti travailliste                      | Royaume-Uni |
| Klaus Wettig                                                 | Parti social-démocrate d'Allemagne      | Allemagne   |
| Ian White                                                    | Parti travailliste                      | Royaume-Uni |
| Anthony Joseph Wilson                                        | Parti travailliste                      | Royaume-Uni |
| Eisso Woltjer                                                | Parti travailliste                      | Pays-Bas    |
| Terence Wynn                                                 | Parti travailliste                      | Royaume-Uni |

## Parti populaire européen
| Nom                                                                 | Parti                                  | Pays        |
| ------------------------------------------------------------------- | -------------------------------------- | ----------- |
| Siegbert Alber                                                      | Union chrétienne-démocrate d'Allemagne | Allemagne   |
| Geórgios Anastasópoulos                                             | Nouvelle Démocratie                    | Grèce       |
| Javier Areitio Toledo à partir du 13 juillet 1993                   | Parti populaire                        | Espagne     |
| Miguel Arias Cañete                                                 | Parti populaire                        | Espagne     |
| Mary Banotti                                                        | Fine Gael                              | Irlande     |
| Luis Filipe Pais Beirôco                                            | Parti du centre démocratique et social | Portugal    |
| Pierre Bernard-Reymond                                              | Centre des démocrates sociaux          | France      |
| Bouke Beumer                                                        | Appel chrétien-démocrate               | Pays-Bas    |
| Rosy Bindi                                                          | Démocratie chrétienne                  | Italie      |
| Reinhold Bocklet jusqu'au 24 juin 1993                              | Union chrétienne-sociale en Bavière    | Allemagne   |
| Reimer Böge                                                         | Union chrétienne-démocrate d'Allemagne | Allemagne   |
| Andrea Bonetti                                                      | Démocratie chrétienne                  | Italie      |
| Franco Borgo                                                        | Démocratie chrétienne                  | Italie      |
| Jean-Louis Bourlanges                                               | sans étiquette                         | France      |
| Jürgen Brand à partir du 16 novembre 1993                           | Union chrétienne-sociale en Bavière    | Allemagne   |
| Ursula Braun-Moser à partir du 15 janvier 1990                      | Union chrétienne-démocrate d'Allemagne | Allemagne   |
| Georges de Brémond d'Ars à partir du 18 avril 1993                  | Union pour la démocratie française     | France      |
| Elmar Brok                                                          | Union chrétienne-démocrate d'Allemagne | Allemagne   |
| Pío Cabanillas Gallas jusqu'au 10 octobre 1991                      | Parti populaire                        | Espagne     |
| José Vicente Carvalho Cardoso                                       | Parti du centre démocratique et social | Portugal    |
| Carlo Casini                                                        | Démocratie chrétienne                  | Italie      |
| Maria Luisa Cassanmagnago Cerretti                                  | Démocratie chrétienne                  | Italie      |
| Raphaël Chanterie                                                   | Parti populaire chrétien               | Belgique    |
| Mauro Chiabrando                                                    | Démocratie chrétienne                  | Italie      |
| Frode Nør Christensen                                               | Démocrates du centre                   | Danemark    |
| Efthýmios Christodoúlou jusqu'au 11 avril 1990                      | Nouvelle Démocratie                    | Grèce       |
| Emilio Colombo                                                      | Démocratie chrétienne                  | Italie      |
| Felice Contu                                                        | Démocratie chrétienne                  | Italie      |
| Patrick Mark Cooney                                                 | Fine Gael                              | Irlande     |
| Maria Teresa Coppo Gavazzi à partir du 18 mai 1993                  | Démocratie chrétienne                  | Italie      |
| Petrus Cornelissen                                                  | Appel chrétien-démocrate               | Pays-Bas    |
| John Walls Cushnahan                                                | Fine Gael                              | Irlande     |
| Joachim Dalsass                                                     | Parti populaire sud-tyrolien           | Italie      |
| Michel Debatisse à partir du 6 avril 1992                           | Union pour la démocratie française     | France      |
| Aldo De Matteo à partir du 17 mars 1992                             | Démocratie chrétienne                  | Italie      |
| Gérard Deprez                                                       | Parti social-chrétien                  | Belgique    |
| Lorenzo De Vitto jusqu'au 27 avril 1994                             | Démocratie chrétienne                  | Italie      |
| Philippe Douste-Blazy jusqu'au 30 mars 1993                         | Union pour la démocratie française     | France      |
| Nicolas Estgen                                                      | Parti chrétien-social                  | Luxembourg  |
| Antonio Fantini                                                     | Démocratie chrétienne                  | Italie      |
| Gerardo Fernández Albor                                             | Parti populaire                        | Espagne     |
| Concepció Ferrer                                                    | Convergence et Union                   | Espagne     |
| Karl-Heinz Florenz                                                  | Union chrétienne-démocrate d'Allemagne | Allemagne   |
| Nicole Fontaine                                                     | Centre des démocrates sociaux          | France      |
| Arnaldo Forlani                                                     | Démocratie chrétienne                  | Italie      |
| Roberto Formigoni jusqu'au 6 mai 1993                               | Démocratie chrétienne                  | Italie      |
| Mario Forte                                                         | Démocratie chrétienne                  | Italie      |
| André Fourçans à partir du 31 mars 1993                             | Union pour la démocratie française     | France      |
| Ingo Friedrich                                                      | Union chrétienne-sociale en Bavière    | Allemagne   |
| François Froment-Meurice à partir du 5 septembre 1992               | Centre des démocrates sociaux          | France      |
| Honor Funk                                                          | Union chrétienne-démocrate d'Allemagne | Allemagne   |
| Gerardo Gaibisso                                                    | Démocratie chrétienne                  | Italie      |
| Giulio Cesare Gallenzi                                              | Démocratie chrétienne                  | Italie      |
| Juan Antonio Gangoiti Llaguno jusqu'au 7 juillet 1992               | Coalición Nacionalista                 | Espagne     |
| Manuel García Amigo                                                 | Parti populaire                        | Espagne     |
| Mariétta Yannákou jusqu'au 11 avril 1990                            | Nouvelle Démocratie                    | Grèce       |
| José María Gil-Robles y Gil-Delgado                                 | Parti populaire                        | Espagne     |
| Giovanni Goria jusqu'au 13 avril 1991                               | Démocratie chrétienne                  | Italie      |
| Maren Günther à partir du 31 août 1993                              | Union chrétienne-sociale en Bavière    | Allemagne   |
| Francesco Guidolin                                                  | Démocratie chrétienne                  | Italie      |
| Otto de Habsbourg-Lorraine                                          | Union chrétienne-sociale en Bavière    | Allemagne   |
| Menelaos Hadjigeorgiou à partir du 25 avril 1990                    | Nouvelle Démocratie                    | Grèce       |
| Helga Haller von Hallerstein                                        | Union chrétienne-démocrate d'Allemagne | Allemagne   |
| Fernand Herman                                                      | Parti social-chrétien                  | Belgique    |
| Anna Hermans                                                        | Parti populaire chrétien               | Belgique    |
| Robert Hersant                                                      | Union pour la démocratie française     | France      |
| Karsten Friedrich Hoppenstedt                                       | Union chrétienne-démocrate d'Allemagne | Allemagne   |
| Paul Howell                                                         | Parti conservateur et unioniste        | Royaume-Uni |
| Antonio Iodice                                                      | Démocratie chrétienne                  | Italie      |
| Erhard Jakobsen jusqu'au 28 février 1994                            | Démocrates du centre                   | Danemark    |
| James Janssen van Raay                                              | Appel chrétien-démocrate               | Pays-Bas    |
| Georg Jarzembowski à partir du 5 septembre 1991                     | Union chrétienne-démocrate d'Allemagne | Allemagne   |
| Hedwig Keppelhoff-Wiechert                                          | Union chrétienne-démocrate d'Allemagne | Allemagne   |
| Egon Klepsch                                                        | Union chrétienne-démocrate d'Allemagne | Allemagne   |
| José María Lafuente López à partir du 18 octobre 1991               | Parti populaire                        | Espagne     |
| Efstathios Lagakos                                                  | Nouvelle Démocratie                    | Grèce       |
| Francesco Lamanna à partir du 6 octobre 1992                        | Démocratie chrétienne                  | Italie      |
| Panayótis Lambrías                                                  | Nouvelle Démocratie                    | Grèce       |
| Brigitte Langenhagen à partir du 25 novembre 1990                   | Union chrétienne-démocrate d'Allemagne | Allemagne   |
| Horst Langes                                                        | Union chrétienne-démocrate d'Allemagne | Allemagne   |
| Gerd Ludwig Lemmer                                                  | Union chrétienne-démocrate d'Allemagne | Allemagne   |
| Marlene Lenz                                                        | Union chrétienne-démocrate d'Allemagne | Allemagne   |
| Salvatore Lima jusqu'au 12 mars 1992                                | Démocratie chrétienne                  | Italie      |
| Carmen Llorca                                                       | Parti populaire                        | Espagne     |
| Calogero Lo Giudice                                                 | Démocratie chrétienne                  | Italie      |
| Francisco António Lucas Pires                                       | Parti du centre démocratique et social | Portugal    |
| Astrid Lulling                                                      | Parti chrétien-social                  | Luxembourg  |
| Rudolf Luster                                                       | Union chrétienne-démocrate d'Allemagne | Allemagne   |
| John Joseph McCartin                                                | Fine Gael                              | Irlande     |
| Hanja Maij-Weggen jusqu'au 7 novembre 1989                          | Appel chrétien-démocrate               | Pays-Bas    |
| Kurt Malangré                                                       | Union chrétienne-démocrate d'Allemagne | Allemagne   |
| Agostino Mantovani à partir du 23 avril 1991                        | Démocratie chrétienne                  | Italie      |
| Pol Marck                                                           | Parti populaire chrétien               | Belgique    |
| Arne Melchior à partir du 1er mars 1994                             | Démocrates du centre                   | Danemark    |
| Íñigo Méndez de Vigo à partir du 19 octobre 1992                    | Parti populaire                        | Espagne     |
| Winfried Menrad                                                     | Union chrétienne-démocrate d'Allemagne | Allemagne   |
| Friedrich Merz                                                      | Union chrétienne-démocrate d'Allemagne | Allemagne   |
| Alberto Michelini                                                   | Démocratie chrétienne                  | Italie      |
| Giuseppe Mottola                                                    | Démocratie chrétienne                  | Italie      |
| Gerd Müller                                                         | Union chrétienne-sociale en Bavière    | Allemagne   |
| Günther Müller à partir du 4 décembre 1992 jusqu'au 6 novembre 1993 | Union chrétienne-sociale en Bavière    | Allemagne   |
| Werner Müncher jusqu'au 19 novembre 1990                            | Union chrétienne-démocrate d'Allemagne | Allemagne   |
| Vito Napoli à partir du 29 avril 1994                               | Démocratie chrétienne                  | Italie      |
| Antonio Navarro                                                     | Parti populaire                        | Espagne     |
| James Nicholson                                                     | Parti unioniste d'Ulster               | Royaume-Uni |
| Ria Oomen                                                           | Appel chrétien-démocrate               | Pays-Bas    |
| Arie Oostlander                                                     | Appel chrétien-démocrate               | Pays-Bas    |
| Marcelino Oreja jusqu'au 28 juin 1993                               | Parti populaire                        | Espagne     |
| Leopoldo Ortiz Climent jusqu'au 29 juin 1993                        | Parti populaire                        | Espagne     |
| Doris Pack                                                          | Union chrétienne-démocrate d'Allemagne | Allemagne   |
| Eolo Parodi à partir du 27 septembre 1990                           | Démocratie chrétienne                  | Italie      |
| Karla Peijs                                                         | Appel chrétien-démocrate               | Pays-Bas    |
| Jean Penders                                                        | Appel chrétien-démocrate               | Pays-Bas    |
| Hartmut Perschau jusqu'au 10 juillet 1991                           | Union chrétienne-démocrate d'Allemagne | Allemagne   |
| Giánkos Pesmazóglou                                                 | Nouvelle Démocratie                    | Grèce       |
| Filippos Pierros                                                    | Nouvelle Démocratie                    | Grèce       |
| Karel Pinxten jusqu'au 16 décembre 1991                             | Parti populaire chrétien               | Belgique    |
| Fritz Pirkl jusqu'au 19 août 1993                                   | Union chrétienne-sociale en Bavière    | Allemagne   |
| Ferrucio Pisoni                                                     | Démocratie chrétienne                  | Italie      |
| Nino Pisoni                                                         | Démocratie chrétienne                  | Italie      |
| José Javier Pomés Ruiz à partir du 30 juin 1993                     | Parti populaire                        | Espagne     |
| Hans-Gert Pöttering                                                 | Union chrétienne-démocrate d'Allemagne | Allemagne   |
| Bartho Pronk à partir du 16 novembre 1989                           | Appel chrétien-démocrate               | Pays-Bas    |
| Godelieve Quisthoudt-Rowohl                                         | Union chrétienne-démocrate d'Allemagne | Allemagne   |
| Viviane Reding                                                      | Parti chrétien-social                  | Luxembourg  |
| Marc Reymann                                                        | Centre des démocrates sociaux          | France      |
| Günter Rinsche                                                      | Union chrétienne-démocrate d'Allemagne | Allemagne   |
| Carlos Robles Piquer                                                | Parti populaire                        | Espagne     |
| Domènec Romera I Alcàzar                                            | Parti populaire                        | Espagne     |
| Mario Giovanni Guerriero Ruffini jusqu'au 15 septembre 1990         | Démocratie chrétienne                  | Italie      |
| Bernhard Sälzer jusqu'au 18 décembre 1993                           | Union chrétienne-démocrate d'Allemagne | Allemagne   |
| Geórgios Saridákis                                                  | Nouvelle Démocratie                    | Grèce       |
| Pavlos Sarlis                                                       | Nouvelle Démocratie                    | Grèce       |
| Gabriele Sboarina                                                   | Démocratie chrétienne                  | Italie      |
| Edgar Josef Schiedermeier à partir du 5 juillet 1993                | Union chrétienne-sociale en Bavière    | Allemagne   |
| Ursula Schleicher                                                   | Union chrétienne-sociale en Bavière    | Allemagne   |
| Joaquín Sisó Cruellas                                               | Parti populaire                        | Espagne     |
| Jan Sonneweld                                                       | Appel chrétien-démocrate               | Pays-Bas    |
| Franz Ludwig Schenk Graf von Stauffenberg jusqu'au 30 novembre 1992 | Union chrétienne-sociale en Bavière    | Allemagne   |
| Konstantínos Stávrou                                                | Nouvelle Démocratie                    | Grèce       |
| Fernando Suárez González                                            | Parti populaire                        | Espagne     |
| Diemut Theato                                                       | Union chrétienne-démocrate d'Allemagne | Allemagne   |
| Marianne Thyssen à partir du 17 décembre 1991                       | Parti populaire chrétien               | Belgique    |
| Leo Tindemans                                                       | Parti populaire chrétien               | Belgique    |
| José Valverde López                                                 | Parti populaire                        | Espagne     |
| Jean-Marie Vanlerenberghe à partir du 31 mars 1993                  | Centre des démocrates sociaux          | France      |
| Maxime Verhagen                                                     | Appel chrétien-démocrate               | Pays-Bas    |
| Karl von Wogau                                                      | Union chrétienne-démocrate d'Allemagne | Allemagne   |
| Axel Zarges jusqu'au 29 décembre 1989                               | Union chrétienne-démocrate d'Allemagne | Allemagne   |
| Georgios Zavvos à partir du 25 avril 1990                           | Nouvelle Démocratie                    | Grèce       |
| Adrien Zeller jusqu'au 5 avril 1992                                 | Centre des démocrates sociaux          | France      |

## Groupe libéral et démocratique
Le Groupe libéral et démocratique (LD) réunit les partis à tendance libérale.
| Nom                                                                      | Parti                                            | Pays       |
| ------------------------------------------------------------------------ | ------------------------------------------------ | ---------- |
| Mechthild von Alemann                                                    | Parti libéral-démocrate (Allemagne)              | Allemagne  |
| Rui Amaral                                                               | Parti social-démocrate                           | Portugal   |
| Anne André-Léonard                                                       | Parti réformateur libéral                        | Belgique   |
| Charles Baur jusqu'au 15 avril 1993                                      | Union pour la démocratie française               | France     |
| Jan Willem Bertens                                                       | Démocrates 66                                    | Pays-Bas   |
| Rafael Calvo Ortega                                                      | Centre démocratique et social                    | Espagne    |
| António Capucho                                                          | Parti social-démocrate                           | Portugal   |
| José Ramón Caso Garcia jusqu'au 16 novembre 1989                         | Parti du centre démocratique et social           | Portugal   |
| Janine Cayet                                                             | Union pour la démocratie française               | France     |
| Carlos Coelho à partir du 11 janvier 1994                                | Parti social-démocrate                           | Portugal   |
| Pat Cox                                                                  | Démocrates progressistes                         | Irlande    |
| Willy De Clercq                                                          | Parti pour la liberté et le progrès              | Belgique   |
| Jean Defraigne                                                           | Parti réformateur libéral                        | Belgique   |
| Karel De Gucht                                                           | Parti pour la liberté et le progrès              | Belgique   |
| Robert Delorozoy à partir du 31 mars 1993                                | Parti républicain                                | France     |
| Gijs de Vries                                                            | Parti populaire pour la liberté et la démocratie | Pays-Bas   |
| François-Xavier de Donnea jusqu'au 12 décembre 1991                      | Parti réformateur libéral                        | Belgique   |
| José Antonio Escudero à partir du 22 novembre 1989                       | Centre démocratique et social                    | Espagne    |
| Colette Flesch jusqu'au 5 juin 1980                                      | Parti démocratique                               | Luxembourg |
| Yves Galland                                                             | Parti radical                                    | France     |
| Vasco Garcia                                                             | Parti social-démocrate                           | Portugal   |
| Carles-Alfred Gasòliba i Böhm                                            | Convergence et Union                             | Espagne    |
| Charles de Gaulle à partir du 17 avril 1993                              | Union pour la démocratie française               | France     |
| Jas Gawronski                                                            | Polo Laico                                       | Italie     |
| Valéry Giscard d'Estaing jusqu'au 9 juin 1993                            | Union pour la démocratie française               | France     |
| Martin Holzfuss                                                          | Parti libéral-démocrate (Allemagne)              | Allemagne  |
| Niels Anker Kofoed                                                       | Venstre                                          | Danemark   |
| Jeannou Lacaze                                                           | Centre national des indépendants et paysans      | France     |
| Giorgio La Malfa jusqu'au 13 mars 1992                                   | Parti républicain italien                        | Italie     |
| Alain Lamassoure jusqu'au 30 mars 1993                                   | Union pour la démocratie française               | France     |
| Jessica Larive                                                           | Parti populaire pour la liberté et la démocratie | Pays-Bas   |
| Alain Madelin jusqu'au 3 novembre 1989                                   | Parti républicain                                | France     |
| Thomas Joseph Maher                                                      | Independent Fianna Fáil                          | Irlande    |
| Claude Malhuret jusqu'au 16 avril 1993                                   | Parti républicain                                | France     |
| António Joaquim Marques Mendes                                           | Parti social-démocrate                           | Portugal   |
| Simone Martin                                                            | Parti républicain                                | France     |
| José Mendes Bota                                                         | Parti social-démocrate                           | Portugal   |
| Aymeri de Montesquiou à partir du 4 novembre 1989 jusqu'au 16 avril 1993 | Parti radical                                    | France     |
| Raúl Morodo Leoncio                                                      | Centre démocratique et social                    | Espagne    |
| Tove Nielsen                                                             | Venstre                                          | Danemark   |
| Jean-Thomas Nordmann                                                     | Parti radical                                    | France     |
| Virgílio Pereira jusqu'au 10 janvier 1994                                | Parti social-démocrate                           | Portugal   |
| Carlos Pimenta                                                           | Parti social-démocrate                           | Portugal   |
| Lydie Polfer à partir du 12 juin 1990                                    | Parti démocratique                               | Luxembourg |
| Manuel Porto                                                             | Parti social-démocrate                           | Portugal   |
| Elda Pucci à partir du 24 mars 1992                                      | Parti républicain italien                        | Italie     |
| Eduard Punset                                                            | Centre démocratique et social                    | Espagne    |
| Jean-Pierre Raffarin                                                     | Parti républicain                                | France     |
| Klaus Riskær Pedersen                                                    | Venstre                                          | Danemark   |
| Guadalupe Ruiz-Giménez Aguilar                                           | Centre démocratique et social                    | Espagne    |
| Margarida Salema d'Oliveira Martins                                      | Parti social-démocrate                           | Portugal   |
| André Soulier à partir du 17 août 1992                                   | Parti républicain                                | France     |
| Simone Veil jusqu'au 30 mars 1993                                        | Union pour la démocratie française               | France     |
| Yves Verwaerde                                                           | Parti républicain                                | France     |
| Bruno Visentini                                                          | Parti républicain italien                        | Italie     |
| Manfred Vohrer                                                           | Parti libéral-démocrate (Allemagne)              | Allemagne  |
| Rüdiger von Wechmar                                                      | Parti libéral-démocrate (Allemagne)              | Allemagne  |
| Florus Wijsenbeek                                                        | Parti populaire pour la liberté et la démocratie | Pays-Bas   |

## Démocrates européens
Le groupe des Démocrates européens (DE) réunit les partis à tendance eurosceptique.
| Nom                                                         | Parti                           | Pays        |
| ----------------------------------------------------------- | ------------------------------- | ----------- |
| Christopher Beazley                                         | Parti conservateur et unioniste | Royaume-Uni |
| Peter Beazley                                               | Parti conservateur et unioniste | Royaume-Uni |
| Nicholas Bethell                                            | Parti conservateur et unioniste | Royaume-Uni |
| Bryan Cassidy                                               | Parti conservateur et unioniste | Royaume-Uni |
| Fred Catherwood                                             | Parti conservateur et unioniste | Royaume-Uni |
| Margaret Daly                                               | Parti conservateur et unioniste | Royaume-Uni |
| Arturo Juan Escuder Croft jusqu'au 8 octobre 1992           | Parti populaire                 | Espagne     |
| Richard Fletcher-Vane, Lord Inglewood                       | Parti conservateur et unioniste | Royaume-Uni |
| Caroline Jackson                                            | Parti conservateur et unioniste | Royaume-Uni |
| Christopher Jackson                                         | Parti conservateur et unioniste | Royaume-Uni |
| Marie Jepsen                                                | Parti populaire conservateur    | Danemark    |
| Edward Kellett-Bowman                                       | Parti conservateur et unioniste | Royaume-Uni |
| Anne McIntosh                                               | Parti conservateur et unioniste | Royaume-Uni |
| Edward McMillan-Scott                                       | Parti conservateur et unioniste | Royaume-Uni |
| James Moorhouse                                             | Parti conservateur et unioniste | Royaume-Uni |
| Bill Newton Dunn                                            | Parti conservateur et unioniste | Royaume-Uni |
| Michael Welsh                                               | Parti conservateur et unioniste | Royaume-Uni |
| Charles Towneley Strachey, Lord O'Hagan jusqu'au 2 mai 1994 | Parti conservateur et unioniste | Royaume-Uni |
| George Benjamin Patterson                                   | Parti conservateur et unioniste | Royaume-Uni |
| Henry Plumb                                                 | Parti conservateur et unioniste | Royaume-Uni |
| Derek Prag                                                  | Parti conservateur et unioniste | Royaume-Uni |
| Peter Price                                                 | Parti conservateur et unioniste | Royaume-Uni |
| Christopher Prout                                           | Parti conservateur et unioniste | Royaume-Uni |
| Patricia Rawlings                                           | Parti conservateur et unioniste | Royaume-Uni |
| Christian Rovsing                                           | Parti populaire conservateur    | Danemark    |
| James Scott-Hopkins                                         | Parti conservateur et unioniste | Royaume-Uni |
| Madron Richard Seligman                                     | Parti conservateur et unioniste | Royaume-Uni |
| Richard Simmonds                                            | Parti conservateur et unioniste | Royaume-Uni |
| Anthony Simpson                                             | Parti conservateur et unioniste | Royaume-Uni |
| Tom Spencer                                                 | Parti conservateur et unioniste | Royaume-Uni |
| John Stevens                                                | Parti conservateur et unioniste | Royaume-Uni |
| Jack Stewart-Clark                                          | Parti conservateur et unioniste | Royaume-Uni |
| Amédée Turner                                               | Parti conservateur et unioniste | Royaume-Uni |

## Groupe de la Gauche unitaire européenne
Le groupe de la Gauche unitaire européenne (GUE) réunit les partis à tendance eurocommuniste.
| Nom                                      | Parti                      | Pays     |
| ---------------------------------------- | -------------------------- | -------- |
| Roberto Barzanti                         | Parti communiste italien   | Italie   |
| Rinaldo Bontempi                         | Parti communiste italien   | Italie   |
| Luciana Castellina                       | Parti communiste italien   | Italie   |
| Anna Catasta                             | Parti communiste italien   | Italie   |
| Adriana Ceci                             | Parti communiste italien   | Italie   |
| Luigi Alberto Colajanni                  | Parti communiste italien   | Italie   |
| Biagio De Giovanni                       | Parti communiste italien   | Italie   |
| Cesare De Picolli                        | Parti communiste italien   | Italie   |
| Teresa Domingo Segarra                   | Gauche unie                | Espagne  |
| Maurice Duverger                         | Parti communiste italien   | Italie   |
| Giulio Fantuzzi                          | Parti communiste italien   | Italie   |
| Des Geraghty à partir du 18 février 1992 | Parti travailliste         | Irlande  |
| Antoni Gutiérrez Díaz                    | Gauche unie                | Espagne  |
| Renzo Imbeni                             | Parti communiste italien   | Italie   |
| John Iversen                             | Parti populaire socialiste | Danemark |
| Pasqualina Napoletano                    | Parti communiste italien   | Italie   |
| Giorgio Napolitano jusqu'au 10 juin 1992 | Parti communiste italien   | Italie   |
| Achille Occhetto                         | Parti communiste italien   | Italie   |
| Mihail Papayannakis                      | Synaspismós                | Grèce    |
| Giacomo Porrazzini                       | Parti communiste italien   | Italie   |
| Alonso José Puerta                       | Gauche unie                | Espagne  |
| Andrea Raggio                            | Parti communiste italien   | Italie   |
| Tullio Eugenio Regge                     | Parti communiste italien   | Italie   |
| Giorgio Rossetti                         | Parti communiste italien   | Italie   |
| Roberto Speciale                         | Parti communiste italien   | Italie   |
| Renzo Trivelli                           | Parti communiste italien   | Italie   |
| Dacia Valent                             | Parti communiste italien   | Italie   |
| Luciano Vecchi                           | Parti communiste italien   | Italie   |

## Groupe des Verts au Parlement européen
Le Groupe des Verts au Parlement européen (Verts) réunit les partis à tendance écologiste.
| Nom                                                                     | Parti                                                           | Pays      |
| ----------------------------------------------------------------------- | --------------------------------------------------------------- | --------- |
| Maria Adelaide Aglietta                                                 | Verts Arc-en-Ciel                                               | Italie    |
| Gianfranco Amendola                                                     | Verdi Europa                                                    | Italie    |
| Didier Anger jusqu'au 10 décembre 1991                                  | Les Verts-Europe-Écologie                                       | France    |
| Aline Archimbaud à partir du 6 juillet 1992                             | Les Verts-Europe-Écologie                                       | France    |
| Marie-Christine Aulas jusqu'au 10 décembre 1991                         | Les Verts-Europe-Écologie                                       | France    |
| Juan María Bandrés Molet                                                | Izquierda de los Pueblos                                        | Espagne   |
| Virginio Bettini à partir du 26 octobre 1989                            | Verts Arc-en-Ciel                                               | Italie    |
| Bruno Boissière                                                         | Les Verts-Europe-Écologie                                       | France    |
| Hiltrud Breyer                                                          | Alliance 90/Les Verts                                           | Allemagne |
| Yves Cochet jusqu'au 10 décembre 1991                                   | Les Verts-Europe-Écologie                                       | France    |
| Renée Conan                                                             | Les Verts-Europe-Écologie                                       | France    |
| Francesco Corleone jusqu'au 25 octobre 1989                             | Verts Arc-en-Ciel                                               | Italie    |
| Birgit Cramon Daiber                                                    | Alliance 90/Les Verts                                           | Allemagne |
| Nel van Dijk                                                            | Parti communiste des Pays-Bas                                   | Pays-Bas  |
| Marguerite-Marie Dinguirard                                             | Les Verts-Europe-Écologie                                       | France    |
| Brigitte Ernst de la Graete                                             | Ecologistes confédérés pour l'organisation de luttes originales | Belgique  |
| Enrico Falqui                                                           | Verdi Europa                                                    | Italie    |
| Solange Fernex jusqu'au 12 novembre 1991                                | Les Verts-Europe-Écologie                                       | France    |
| Yves Frémion                                                            | Les Verts-Europe-Écologie                                       | France    |
| Friedrich-Wilhelm Graefe zu Baringdorf                                  | Alliance 90/Les Verts                                           | Allemagne |
| Marie-Anne Isler-Béguin à partir du 11 décembre 1991                    | Les Verts-Europe-Écologie                                       | France    |
| Claire Joanny jusqu'au 10 décembre 1991                                 | Les Verts-Europe-Écologie                                       | France    |
| Alexander Langer                                                        | Verdi Europa                                                    | Italie    |
| Paul Lannoye                                                            | Ecologistes confédérés pour l'organisation de luttes originales | Belgique  |
| Eugenio Melandri                                                        | Démocratie prolétarienne                                        | Italie    |
| Gérard Monnier-Besombes jusqu'au 4 décembre 1991                        | Les Verts-Europe-Écologie                                       | France    |
| Gérard Onesta à partir du 5 décembre 1991                               | Les Verts-Europe-Écologie                                       | France    |
| Karl Partsch                                                            | Alliance 90/Les Verts                                           | Allemagne |
| Dorothee Piermont                                                       | Alliance 90/Les Verts                                           | Allemagne |
| Eva-Maria Quistorp                                                      | Alliance 90/Les Verts                                           | Allemagne |
| Jean-Pierre Raffin à partir du 11 décembre 1991                         | Les Verts-Europe-Écologie                                       | France    |
| Edoardo Ronchi jusqu'au 26 juillet 1989                                 | Verdi Europa                                                    | Italie    |
| Claudia Roth                                                            | Alliance 90/Les Verts                                           | Allemagne |
| Maria Amélia Santos                                                     | Coalition démocratique unitaire                                 | Portugal  |
| Paul Staes                                                              | Anders gaan leven                                               | Belgique  |
| Marco Taradash                                                          | Lega antiproibizionisti droga                                   | Italie    |
| Djida Tazdaït                                                           | Les Verts-Europe-Écologie                                       | France    |
| Wilfried Telkämper                                                      | Alliance 90/Les Verts                                           | Allemagne |
| Herman Verbeek                                                          | Parti politique des radicaux                                    | Pays-Bas  |
| Dominique Voynet à partir du 13 novembre 1991 jusqu'au 10 décembre 1991 | Les Verts-Europe-Écologie                                       | France    |
| Antoine Waechter jusqu'au 19 décembre 1991                              | Les Verts-Europe-Écologie                                       | France    |

## Groupe de la Coalition des gauches
Le groupe de la Coalition des gauches (CG) réunit les partis à tendance communiste.
| Nom                                                                 | Parti                            | Pays     |
| ------------------------------------------------------------------- | -------------------------------- | -------- |
| Sylviane Ainardi                                                    | Parti communiste français        | France   |
| Alékos Alavános                                                     | Synaspismós                      | Grèce    |
| José Barata Moura à partir du 27 octobre 1993                       | Coalition démocratique unitaire  | Portugal |
| José Barros Moura jusqu'au 18 décembre 1991                         | Parti communiste portugais       | Portugal |
| Rogério Brito à partir du 19 décembre 1991 jusqu'au 26 octobre 1993 | Coalition démocratique unitaire  | Portugal |
| Carlos Carvalhas jusqu'au 21 octobre 1990                           | Coalition démocratique unitaire  | Portugal |
| Proinsias De Rossa jusqu'au 7 février 1992                          | Parti des travailleurs d'Irlande | Irlande  |
| Dimítrios Desýllas                                                  | Synaspismós                      | Grèce    |
| Mireille Elmalan                                                    | Parti communiste français        | France   |
| Vasílios Evfremídis                                                 | Synaspismós                      | Grèce    |
| Maxime François Gremetz jusqu'au 11 février 1994                    | Parti communiste français        | France   |
| Philippe Herzog                                                     | Parti communiste français        | France   |
| Sylvie Mayer                                                        | Parti communiste français        | France   |
| Joaquim Miranda                                                     | Parti communiste portugais       | Portugal |
| René-Emile Piquet                                                   | Parti communiste français        | France   |
| Jean Querbes à partir du 12 février 1994                            | Parti communiste français        | France   |
| Sérgio Ribeiro à partir du 22 octobre 1990                          | Parti communiste portugais       | Portugal |
| Francis Wurtz                                                       | Parti communiste français        | France   |

## Rassemblement des démocrates européens
Le groupe du Rassemblement des démocrates européens (RDE) réunit des partis à tendance eurosceptique.
| Nom                                        | Parti                                          | Pays    |
| ------------------------------------------ | ---------------------------------------------- | ------- |
| Michèle Alliot-Marie jusqu'au 30 mars 1993 | Rassemblement pour la République               | France  |
| Mark Killilea                              | Fianna Fáil                                    | Irlande |
| Niall Andrews                              | Fianna Fáil                                    | Irlande |
| Michèle Barzach jusqu'au 3 novembre 1989   | Rassemblement pour la République               | France  |
| Yvon Briant jusqu'au 13 août 1992          | Centre national des indépendants et paysans    | France  |
| Henry Chabert                              | Rassemblement pour la République               | France  |
| Raymond Chesa à partir du 17 avril 1993    | Rassemblement pour la République               | France  |
| Gene Fitzgerald                            | Fianna Fáil                                    | Irlande |
| James Fitzsimons                           | Fianna Fáil                                    | Irlande |
| Guy Guermeur à partir du 31 mars 1993      | Rassemblement pour la République               | France  |
| François Guillaume                         | Rassemblement pour la République               | France  |
| Jean-Paul Heider à partir du 10 juin 1993  | Rassemblement pour la République               | France  |
| Alain Juppé jusqu'au 15 octobre 1989       | Rassemblement pour la République               | France  |
| Patrick Joseph Lalor                       | Fianna Fáil                                    | Irlande |
| Patrick Lane                               | Fianna Fáil                                    | Irlande |
| Pierre Lataillade                          | Rassemblement pour la République               | France  |
| Louis Lauga à partir du 4 novembre 1989    | Rassemblement pour la République               | France  |
| Christian de La Malène                     | Rassemblement pour la République               | France  |
| Alain Marleix jusqu'au 17 juin 1993        | Rassemblement pour la République               | France  |
| François Musso à partir du 16 octobre 1989 | Rassemblement pour la République               | France  |
| Dimitrios Nianias                          | Renouveau démocratique (en)                    | Grèce   |
| Jean-Claude Pasty                          | Rassemblement pour la République               | France  |
| Carlos Perreau de Pinninck Domenech        | Agrupación de Electores José María Ruiz-Mateos | Espagne |
| Alain Pompidou                             | Rassemblement pour la République               | France  |
| José María Ruiz-Mateos Jiménez de Tejada   | Agrupación de Electores José María Ruiz-Mateos | Espagne |
| Dick Ukeiwé                                | Rassemblement pour la République               | France  |
| Jacques Vernier jusqu'au 17 avril 1993     | Rassemblement pour la République               | France  |

## Droites européennes
Le Groupe technique des droites européennes (GTDE) réunit des partis à tendance nationalistes.
| Nom                                          | Parti                           | Pays        |
| -------------------------------------------- | ------------------------------- | ----------- |
| Bernard Antony                               | Front national                  | France      |
| Claude Autant-Lara jusqu'au 4 septembre 1989 | Front national                  | France      |
| Yvan Blot                                    | Front national                  | France      |
| Pierre Ceyrac                                | Front national                  | France      |
| Karel Dillen                                 | Bloc flamand                    | Belgique    |
| James Elles                                  | Parti conservateur et unioniste | Royaume-Uni |
| Bruno Gollnisch                              | Front national                  | France      |
| Johanna Grund                                | Les Républicains                | Allemagne   |
| Klaus-Peter Köhler                           | Les Républicains                | Allemagne   |
| Jean-Marie Le Chevallier                     | Front national                  | France      |
| Martine Lehideux                             | Front national                  | France      |
| Jean-Marie Le Pen                            | Front national                  | France      |
| Jean-Claude Martinez                         | Front national                  | France      |
| Bruno Mégret                                 | Front national                  | France      |
| Harald Neubauer                              | Les Républicains                | Allemagne   |
| Emil Schlee                                  | Les Républicains                | Allemagne   |
| Hans-Günter Schodruch                        | Les Républicains                | Allemagne   |
| Franz Schönhuber                             | Les Républicains                | Allemagne   |
| Jacques Tauran                               | Front national                  | France      |

## Groupe Arc-en-ciel
Le groupe Arc-en-ciel (ARC) réunit des partis à tendance régionaliste.
| Nom                                                                        | Parti                                                           | Pays        |
| -------------------------------------------------------------------------- | --------------------------------------------------------------- | ----------- |
| Heribert Barrera à partir du 21 mars 1991                                  | Coalición por la Europa de los Pueblos                          | Espagne     |
| Birgit Bjørnvig                                                            | Mouvement populaire contre la Communauté européenne             | Danemark    |
| Neil Blaney                                                                | Independent Fianna Fáil                                         | Irlande     |
| Jens-Peter Bonde                                                           | Mouvement populaire contre la Communauté européenne             | Danemark    |
| Ib Christensen                                                             | Mouvement populaire contre la Communauté européenne             | Danemark    |
| Winnie Ewing                                                               | Parti national écossais                                         | Royaume-Uni |
| Carlos Garaikoetxea                                                        | Solidarité basque                                               | Espagne     |
| Mario Melis                                                                | Union valdôtaine - Parti sarde d'action                         | Italie      |
| Luigi Moretti                                                              | Ligue lombarde                                                  | Italie      |
| Pedro Pacheco Herrera jusqu'au 18 juillet 1990                             | Parti andalou                                                   | Espagne     |
| José Domingo Posada Gonzáles à partir du 15 juillet 1993                   | Coalición Nacionalista                                          | Espagne     |
| Isidoro Sánchez García à partir du 8 juillet 1992 jusqu'au 14 juillet 1993 | Coalición Nacionalista                                          | Espagne     |
| Ulla Sandbæk                                                               | Mouvement populaire contre la Communauté européenne             | Danemark    |
| Diego de los Santos López à partir du 30 juillet 1990                      | Parti andalou                                                   | Espagne     |
| Max Simeoni                                                                | Verts "Europe des peuples - Per un avvene corsu - Avenir corse" | France      |
| Francesco Enrico Speroni jusqu'au 11 mai 1994                              | Ligue lombarde                                                  | Italie      |
| Jaak Vandemeulebroucke                                                     | Volksunie                                                       | Belgique    |

## Non-inscrits
| Nom                                                                                             | Parti                                       | Pays        |
| ----------------------------------------------------------------------------------------------- | ------------------------------------------- | ----------- |
| Jean-Louis Borloo jusqu'au 4 septembre 1992                                                     | sans étiquette                              | France      |
| Gipo Farassino à partir du 19 mai 1994                                                          | Ligue lombarde                              | Italie      |
| Laura González Álvarez à partir du 12 janvier 1993 en remplacement de Fernando Pérez Royo       | Gauche unie                                 | Espagne     |
| Karmelo Landa Mendibe à partir du 6 septembre 1990 en remplacement de José María Montero Zabala | Union populaire                             | Espagne     |
| Antonio Mazzone à partir du 26 octobre 1989 en remplacement de Giuseppe Tatarella               | Mouvement social italien – Droite nationale | Italie      |
| Pietro Mitolo à partir du 15 mai 1992 en remplacement de Gianfranco Fini                        | Mouvement social italien – Droite nationale | Italie      |
| Cristiana Muscardini                                                                            | Mouvement social italien – Droite nationale | Italie      |
| Ian Paisley                                                                                     | Parti unioniste démocrate                   | Royaume-Uni |
| Marco Pannella                                                                                  | Polo Laico                                  | Italie      |
| Michel Pinton à partir du 16 avril 1993                                                         | Union pour la démocratie française          | France      |
| Giuseppe Rauti                                                                                  | Mouvement social italien – Droite nationale | Italie      |
| Leen van der Waal                                                                               | Parti politique réformé                     | Pays-Bas    |